# 서울 안양암 지장삼존상 및 시왕상 일괄
서울 안양암 지장삼존상 및 시왕상 일괄(서울 安養庵 地藏三尊像 및 十王像 一括)은 서울특별시 종로구 창신동, 안양암에 있는 조선시대의 불상이다. 2004년 9월 30일 서울특별시의 문화재자료 제22호 "안양암 명부전 지장삼존상"과 제23호 "안양암 명부전 시왕상 및 권속 18구"로 각각 지정하였던 것을 2009년 6월 4일 통합하여 제22호 "안양암 지장삼존상 및 시왕상 일괄"로 지정하였다.

## 지장삼존상
목지장보살상(木地藏菩薩像)을 중심으로 좌우에 소조도명존자상(塑造道明尊者像)과 소조무독귀왕상(塑造無毒鬼王像)을 배치한 지장삼존상으로 현재 명부전 정면 중앙에 모셔져 있다.
지장보살상은 승형(僧形)의 머리에 방형에 가까운 얼굴을 하고 있는데 이목구비는 단정한 편이다. 어깨가 넓으면서도 둥글어 장대한 느낌을 준다. 오른손은 가슴 부근에 대어 엄지와 중지를 굽혔으며 왼손은 오른쪽 무릎 위에 놓고 보주를 들고 있다. 다리는 결가부좌하고 있는데 두 무릎 앞에는 삼각형의 옷자락이 부채살 모양으로 퍼져 있다.
도명존자상은 꽃무늬 있는 빨간 옷깃에 옥색 내의, 붉은 가사를 걸치고 있는데 고개를 약간 든 채 두 손을 가슴 아래위로 모아 석장(錫杖)을 힘차게 잡고 있고 있다.
무독귀왕상 역시 옥색의 옷깃에 꽃무늬가 화려한 빨간 옷을 입고 있는데 시왕과 같은 형태의 관을 쓰고 두 손은 가슴 부근에서 모아 금색의 경궤(經机)를 들고 있다. 좌우의 두 협시상 모두 화려한 채색이 두드러져 있다.
두 협시상의 경우 제작연대에 대해서는 기록이 없으나 가운데에 모신 지장보살상은『안양암지(安養庵誌)』에 1941년(단기 4274년) 화경(和鏡)에 의해 제작된 것으로 기록되어 있다. 최근작이지만 20세기 초 지장삼존상의 양상을 살펴볼 수 있다는 점에서 시 문화재자료로 지정한다.

## 시왕상 일괄
중앙의 지장삼존상 좌우로 각 9구씩 모두 18구 배치되어 있는데, 향좌측에는 제 2․4․6․8․10대왕과 업경대(業鏡臺)를 들고 있는 동자 1구, 동녀 1구, 판관 1구, 인왕상 1구가 있고 향우측에는 제 1․3․5․7․9대왕과 동자 1구, 동녀 1구, 판관 1구, 인왕상 1구가 배치되어 있다.
시왕은 죽은 뒤의 세계인 명부(冥府)에서 망자(亡者)를 재판하는 10명의 대왕, 즉 진광대왕(秦廣大王)·초강대왕(初江大王)·송제대왕(宋帝大王)·오관대왕(五官大王)·염라대왕(閻魔大王)·변성대왕(變成大王)·태산대왕(泰山大王)·평등대왕(平等大王)·도시대왕(都市大王)·오도전륜대왕(五道轉輪大王) 등의 총칭이다. 안양암 명부전 시왕상은 제 1왕 진광대왕․ 제 3왕 송제대왕․제 5왕 염라대왕․ 제7왕 태산대왕․제 9왕 도시대왕이 향우측에, 제 2왕 초강대왕․제 4왕 오관대왕․제 6왕 변성대왕․제 8왕 평등대왕․제 10왕 오도전륜대왕이 향좌측에 배치되어 있다.
제 1대왕인 진광대왕(秦廣大王)은 시왕 중 첫 번째 왕으로 죽은 후 7일째 되는 날에 중생들의 죄업을 다스리는 일을 관장한다고 한다. 진광대왕상은 머리에 원유관(遠遊冠)을 쓰고 녹색 옷깃에 꽃무늬로 장식된 붉은 공복을 입은 채 두 손은 가슴 위로 올려 명부를 잡고 있는 진광대왕 특유의 모습이 표현되어 있다.
제 2대왕상인 초강대왕상(初江大王像)은 시왕 중 두 번째 왕으로 초강(初江) 가에 관청을 세우고서 죽은 지 14일째 되는 중생들의 도하(渡河)를 감시하는 역할을 맡는 초강대왕(初江大王)의 모습을 형상화한 것인데 머리에 면류관(冕旒冠)을 쓰고 남색 옷깃에 꽃무늬로 장식된 황색 공복을 입은 채 두 손은 가슴 위로 올려 홀(笏)을 잡고 있는 모습을 하고 있다.
제 3대왕상인 송제대왕상(宋帝大王像)은 죽은 이의 삼칠일(三七日)의 일을 관장하는 왕으로 대지옥 안에 별도의 16지옥을 두고 죄의 경중을 가려 죄인을 각각의 지옥으로 보내는 일을 맡고 있는 송제대왕(宋帝大王)의 모습을 형상화한 것이다. 송제대왕은 초강대왕과 마찬가지로 머리에 면류관을 쓰고 미간을 약간 찌푸린 채 두 손은 가슴 위로 올려 홀(笏)을 잡고 있다.
제 4대왕상인 오관대왕상(五官大王像)은 죽은 이의 사칠일(四七日)에 그 죄업의 경중을 업칭(業秤)에 달아 5형(五刑)을 가하는 오관대왕(五官大王)의 모습을 형상화하고 있는데, 머리에는 원유관을 쓰고 붉은 색 옷깃이 둘러진 남색 공복을 입은 채 두 손으로는 홀(笏)을 든 모습이다.
제 5대왕상 염라대왕상(閻魔大王像)은 죽은 이의 오칠일(五七日)에 업경(業鏡)에 생전의 죄를 비추어 벌을 주는 염라대왕(閻魔大王)이 원유관 위에 경전을 이고 두 손으로는 무릎 위에 펼쳐진 명부를 잡고 있는 모습을 형상화한 것이다.
제 6대왕상 변성대왕상(變成大王像)은 죽은 이의 육칠일(六七日)에 오관대왕과 염라대왕 앞에서 재판을 받고도 죄가 남은 사람을 지옥에 보내 벌을 받게 하는 일을 맡고 있는 변성대왕(變成大王)을 형상화 한 것인데 원유관을 쓴 채 두 손으로 배 앞에서 두루마리를 들고 있는 모습이다.
제 7대왕상 태산대왕상(泰山大王像)은 죽은 이의 칠칠일(七七日)에 천, 인, 아수라, 귀신, 축생, 지옥 등의 6도를 앞에 두고 망자(亡者)의 죄업에 따라 생처(生處) 혹은 지옥에 보내는 일을 관장하는 태산대왕(泰山大王)을 형상화했다. 태산왕은 염라대왕과 같이 면류관을 쓰고 주황색 옷깃에 꽃무늬가 장식된 남색의 공복을 입은 채 두 손은 배 앞에서 모아 홀(笏)을 들고 있다.
제 8대왕상 평등대왕상(平等大王像)은 죽은 이의 100일째 일을 관장하는 왕으로서 공평하게 죄업을 다스린다는 뜻에서 평정왕(平正王)으로도 불리는 평등왕(平等王)의 모습을 형상화했다. 평등대왕은 머리에 원유관을 쓰고 붉은 색 옷깃이 둘러진 옥색 공복을 입은 채 두 손으로는 배 앞에서 홀(笏)을 잡고 있는 모습을 하고 있다.
제 9대왕상 도시대왕상(都市大王像)은 죽은 이의 1주기 일을 관장하는 왕인 도시대왕(都市大王)을 형상화한 것인데 머리에 원유관을 쓰고 인자한 표정을 한 채 오른손은 가슴 위로 들고 왼손으로는 명부를 펼쳐들고 있는 모습이다.
제 10대왕상 오도전륜대왕상(五道轉輪大王像)은 죽은 이의 3주기 일을 맡고 있는 오도전륜대왕(五道轉輪大王)의 모습을 형상화했다. 망자는 죽은 후 여러 왕을 거치며 그 죄를 심판받고 최후로 오도전륜대왕 앞에 이르러 다시 태어날 곳을 결정 받게 된다고 한다. 오도전륜대왕은 머리에 원유관을 쓰고 검은 색 옷깃이 둘러진 붉은 공복을 입은 채 두 손은 배 앞에서 홀(笏)을 잡고 있는 모습을 하고 있다,
판관상의 경우 향우측의 것은 머리에 사모를 쓰고 검은색 옷깃이 둘러진 주황색 관복을 입은 채 두 손은 배 앞에서 모아 두 손으로 두루마리 2개를 받쳐 들고 있다. 향좌측의 판관상은 머리에 사모를 쓰고 주황색 옷깃이 둘러진 옥색 관복을 입은 채 왼손은 아래로 내려 옷자락 속에 감추고 오른손은 옆구리에 끼고 있는 명부를 잡고 있는 모습이다.
인왕상은 판관상 옆에 놓여 있는데 향우측의 것은 눈을 부릅뜨고 오른손은 어깨 위로 올려 칼을 쥐고 무엇인가 내리치려는 자세를 취하고 있으며 왼손은 주먹을 쥐고 있어 역동적인 모습을 보여주고 있다. 향좌측의 인왕상은 눈을 부릅뜨고 입을 꾹 다문 채 오른손은 내려 긴 몽둥이를 들고 왼팔은 하늘까지 번쩍 쳐들고 있는 모습을 하고 있다.
동자상은 원래 10軀가 한 세트로 조성하는 것이 원칙인데 현재는 좌우에 각각 2구씩 4구만 남아있다. 향좌측에는 업경(業鏡)을 들고 있는 동자상이 제 6대왕과 제 8대왕 사이에 놓여 있는데 쌍계형 머리를 하고 두 손은 가슴 앞에서 모아 큰 부채형의 업경을 잡고 있다.
역시 향좌측의 동녀상은 제 10왕 다음에 놓여 있는데 머리는 비녀로 높이 틀어 올렸다. 오른팔은 어깨 위까지 올려 받침 있는 잔을 들었고 왼쪽 손목에 주전자를 걸치고 있다. 향우측에는 제 5대
왕과 제 7대왕 사이에 업경을 잡고 있는 동자상이 놓여 있고 제9상 다음에는 부인상 같이 머리를 틀어 올려 장식 띠로 묶고 두 손으로는 복숭아를 들고 있는 동녀상이 놓여 있다.
이와 같이 시왕상과 권속이 완전한 형태로 남아 있는 경우는 드물다. 서울에서는 안양암과 진관사에만 이러한 시왕상과 권속이 남아 있다. 따라서 최근작이지만 20c 초의 시왕상 중 완전한 형태를 갖추고 있는 귀중한 예이므로 문화재자료로 지정한다.

## 참고 자료
- 안양암 지장삼존상 및 시왕상 일괄 - 국가유산청 국가유산포털